# Rathaus Roßlau

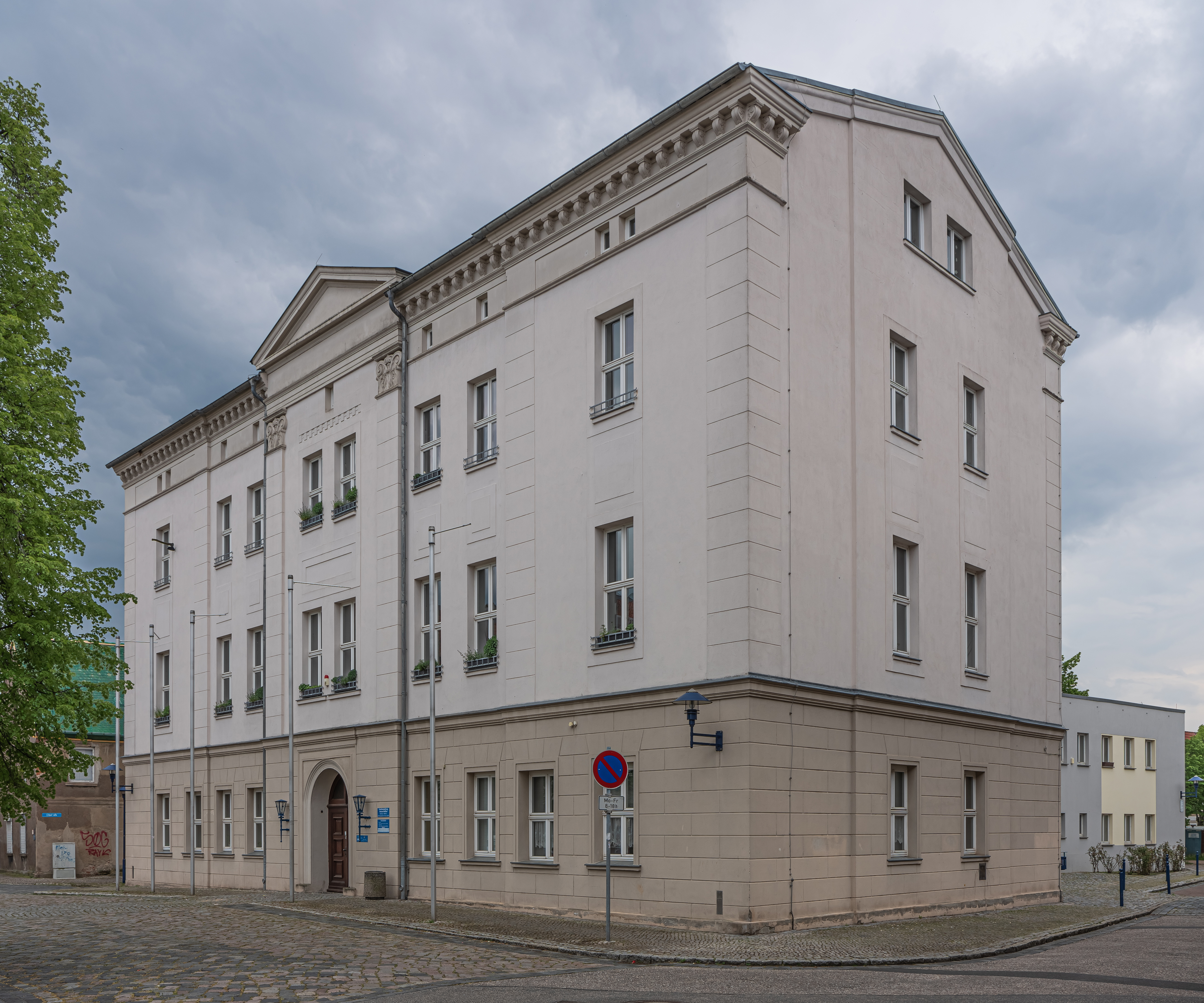
Rathaus in Roßlau (Elbe)

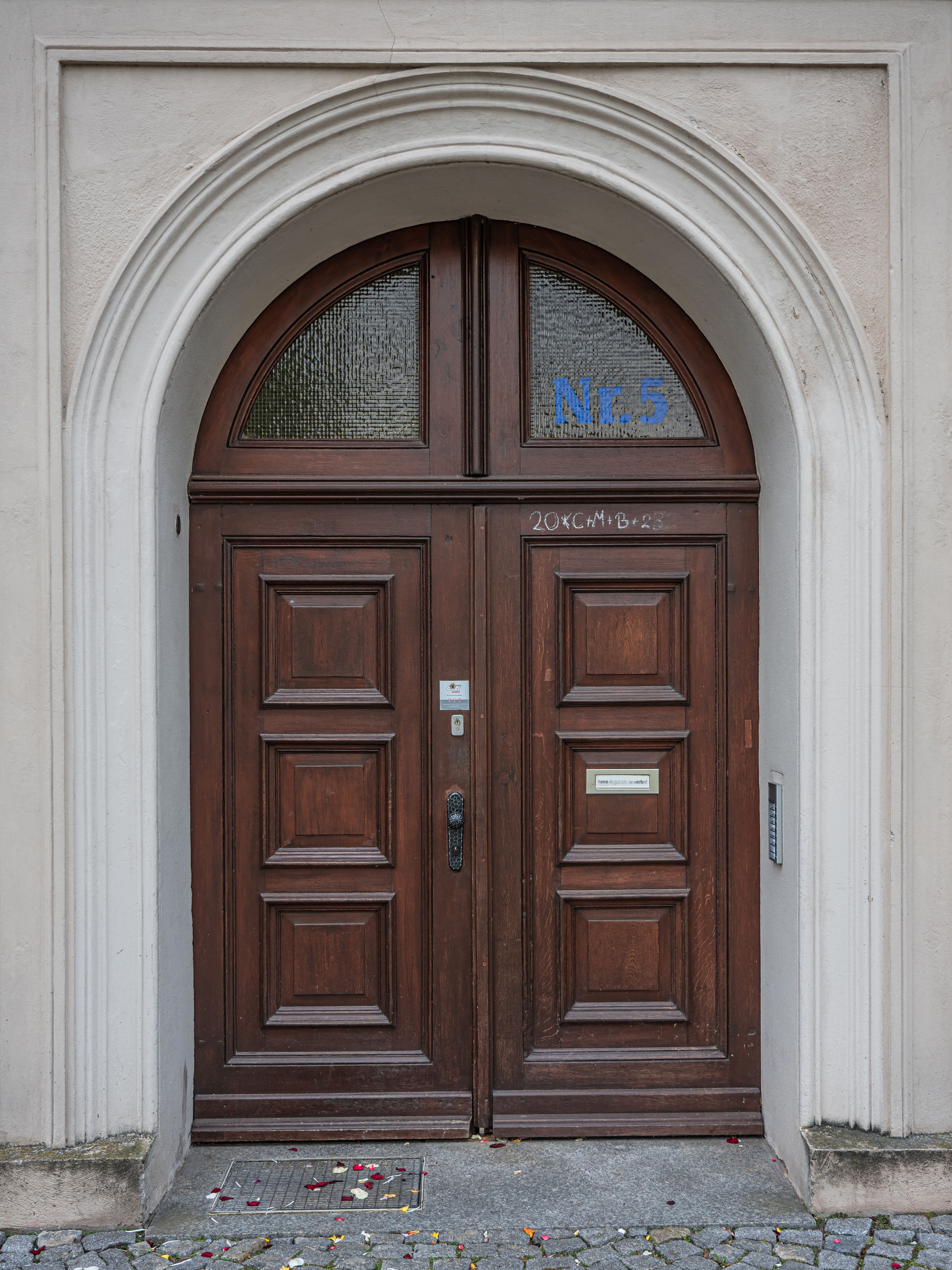
Eingangstür des Rathauses

Das Rathaus in Roßlau ist ein Baudenkmal in der kreisfreien Stadt Dessau-Roßlau in Sachsen-Anhalt.

## Geschichte
Die Stadtwerdung von Roßlau (Elbe) war ein langwieriger Prozess, der mit einem langsamen Bedeutungsanstieg einherging. Zwar wird es im Jahr 1382 erstmals Stadt genannt, doch selbst 300 Jahre später, nämlich im Jahr 1685, wird der Ort noch Flecken genannt. Das korrespondiert mit einer geringen Einwohnerzahl und selbst als im Jahr 1541 ein Rat der Stadt erwähnt wird, ist die Einwohnerzahl nur bei zirka 400 angesiedelt. Von Innungen liest man erstmals um das Jahr 1633.
Im Jahr 1740 bewilligte Fürst Johann August v. Anhalt-Zerbst den Bau eines Rathauses in Roßlau. Dieses entstand an der Südseite des Marktes. Sein Tod im Jahr 1742 verzögerte aber die Fertigstellung des Gebäudes enorm. Eine historische Ansicht zeigt einen symmetrischen Bau mit hervorgehobenem Mittelrisalit und darüber einem Dachtürmchen.
Als im Jahr 1797 Roßlau zu Anhalt-Köthen kam, ordnete Fürst August Christian die Unterbringung einer Schule im Obergeschoss an. Als diese zur Mitte des 19. Jahrhunderts nicht mehr ausreichte, verhandelte man zunächst in den Jahren 1858 bis 1860 über den Ausbau des Rathauses, doch dieser führte dazu, dass das ganze Gebäude zur Schule wurde (am 21. Oktober 1861 als solche eröffnet) und die Stadtverwaltung ins Schloss umzog. Bei diesem Umbau ging auch der Dachreiter verloren.
Der Raumbedarf der Schule wuchs aber immer weiter und so baute man schließlich in den Jahren 1878 bis 1879 eine neue Schule und die Schule zog im Mai 1879 aus, wohingegen die Stadtverwaltung wieder einzog. Das Bauwerk war weiterhin im Besitz Anhalts und noch im Jahr 1901 wurde das Angebot der Stadt, dieses zu kaufen, abgelehnt. Die Regierung hatte keine Gelder für das Gebäude übrig, die Stadt war nur Pächter und so verschlechterte sich der Zustand so bedenklich, dass im Jahr 1927 der Abriss des Gebäudes empfohlen wurde, das zu diesem Zeitpunkt Stadthaus genannt wurde.
Im Jahr 1932 wurde schließlich die Rekonstruktion beschlossen, die bis zum Jahr 1934 umgesetzt wurde. Ein Jahr später wurde Roßlau nach Dessau eingemeindet und das Gebäude wurde erneut überflüssig. Hauptnutzer wurde nun das Amtsgericht Roßlau, später wurde daraus das Kreisgericht, doch im Jahr 1960 zog auch dieses aus. Nun zog die SED-Kreisleitung ein, deren bisheriger Sitz zum Kreiskulturhaus wurde. Sie veranlasste in den Jahren 1972 bis 1975 einen Umbau des Gebäudes. Nach der Wende zog erneut die Stadtverwaltung ein, die Eigentumsverhältnisse blieben aber schwierig.
Heute befindet sich in dem Gebäude unter anderem das Bürgerbüro Roßlau. Es wird im Denkmalverzeichnis mit der Erfassungsnummer 094 71535 geführt.

## Baubeschreibung
Das Rathaus ist ein dreigeschossiges Bauwerk mit acht Fensterachsen, das streng symmetrisch aufgegliedert ist. Der Eingangsbereich an der Marktseite weist ein schlichtes Rundbogenportal auf, dessen Doppelachse als Risalit aus der Fassade hervorgehoben und durch einen bekrönenden Dreiecksgiebel sowie rahmende Pilaster betont wird. Die horizontale Gliederung der Platzfassade erfolgt neben den Fensterreihen durch Gesimse sowie eine Hervorhebung des Erdgeschosses durch Plattenrustika und eine abweichende Farbgebung. Die Gebäudeecken werden ebenfalls durch Rustika betont. Die Westseite ist in allen Geschossen mit zwei Fenstern versehen, an der Ostseite weist das Erdgeschoss hingegen vier Fensteröffnungen auf. An diesen Seiten ist das Dachgeschoss auch deutlich stärker ausgeprägt als an der nördlichen Markseite, an der man nur kleine Fenster einbaute, die an den Breitseiten größer ausgefallen sind. Südlich des Rathauses finden sich mehrere jüngeren Anbauten.